# Rue Vanemuise (Tallinn)
La rue Vanemuise (estonien : Vanemuise tänav) est une rue de Tallinn en Estonie.

## Présentation
La rue Vanemuise tänav est une rue de l’arrondissement de Nõmme de Tallinn. 
La rue Vanemuise part de la rue Ulikooli tänav et se termine dans la rue Vaksali tänav. 
La rue Vanemuise tänav mesure environ 1000 m de long.
La rue Vanemuise a été nommée le 8 novembre 1927.